# Kalich (botanika)

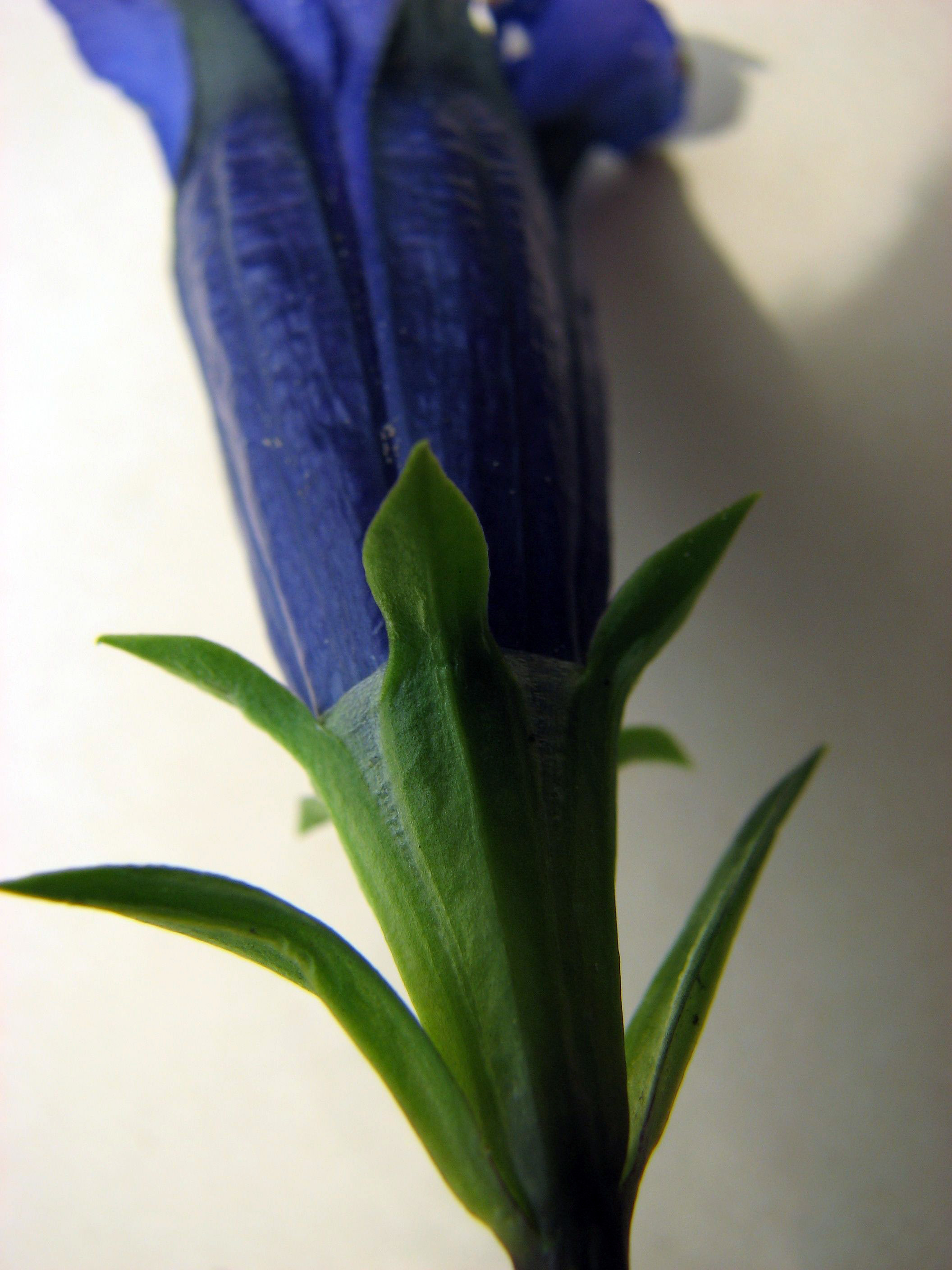
Květ hořce bezlodyžného s pětičetným srostlým kalichem s volnými cípy a dvěma listeny pod květem

Kalich (calyx) je vnější část obalu květu u krytosemenných rostlin s rozlišeným okvětím. Je zpravidla zeleně zbarvený a má především ochrannou funkci, u některých rostlin je však barevný a nahrazuje korunu při lákání opylovačů. Zvětšený vytrvalý kalich se také někdy podílí na šíření semen.

## Popis kalichu
Jako kalich se označuje vnější část květních obalů u různoobalných krytosemenných (kvetoucích) rostlin, u nichž je vnější část okvětí odlišná od vnitřní části, která se nazývá koruna. Ve většině případů je kalich zelený a fotosyntetizující, celkově menší a méně nápadný než koruna. Morfologie kalicha má význam v taxonomii a určování rostlin. Kalich se skládá z několika segmentů, které se nazývají kališní lístky a jsou buď zcela volné, přirostlé jen k okraji květního lůžka, nebo do různé míry srostlé. Volné kališní lístky jsou charakteristické zejména pro vývojově původnější skupiny rostlin. Kališní lístky jsou většinou uspořádané v jednom kruhu a jejich počet odpovídá počtu korunních lístků (pak se hovoří např. o trojčetném, čtyřčetném nebo pětičetném květu). Nezřídka je počet korunních lístků dvojnásobný oproti kališním. Např. u zemědýmu nalezneme dvoučetný kalich a čtyřčetnou korunu. Z daného schématu je v rostlinné říši ovšem řada výjimek, např. batolka z čeledi zdrojovkovité má pětičetnou korunu, avšak pouze dvoučetný kalich.
U řady zástupců nižších dvouděložných rostlin je okvětí včetně kalicha uspořádané ve spirále, nikoliv v kruzích, a počet jeho segmentů je neustálený. V některých případech (např. u některých šácholanovitých, zimnokvětu nebo Austrobaileya scandens) dokonce kališní lístky postupně přecházejí v lístky korunní, a nelze je proto jednoznačně rozlišit. U srostlého kalicha se spodní, srostlá část nazývá kališní trubka, volné koncové části jsou kališní cípy. Jejich počet zpravidla odpovídá počtu lístků, z nichž se kalich zformoval, nemusí to tak ale být vždy. Kalich může být i zcela srostlý, s kališní trubkou zakončenou uťatým lemem a bez kališních cípů. Podle souměrnosti se rozlišuje kalich pravidelný (lze proložit více rovin souměrnosti) a dvoustranně souměrný. Pokud je dvoustranně souměrný kalich výrazně rozdělený na horní a dolní část, hovoří se o kalichu dvoupyském, který je charakteristický např. pro hluchavkovité.
U květů se spodním či polospodním semeníkem srůstá bazální část kalicha a koruny se semeníkem (a někdy částečně i s květním lůžkem) a vytváří strukturu, zvanou češule. Z okraje češule pak ve většině případů vyrůstají volné kališní cípy. Tento typ uspořádání květu nalezneme např. u zvonkovitých, tykvovitých a miříkovitých. U miříkovitých bývá kalich silně redukovaný, omezený v podstatě jen na češuli.
Pro popis tvarů kalicha se používá obdobné názvosloví jako u koruny (kalich válcovitý, zvonkovitý, baňkovitý, nafouklý, miskovitý aj.). Kališní lístky mohou být přitisklé, rozestálé nebo nazpět ohnuté.

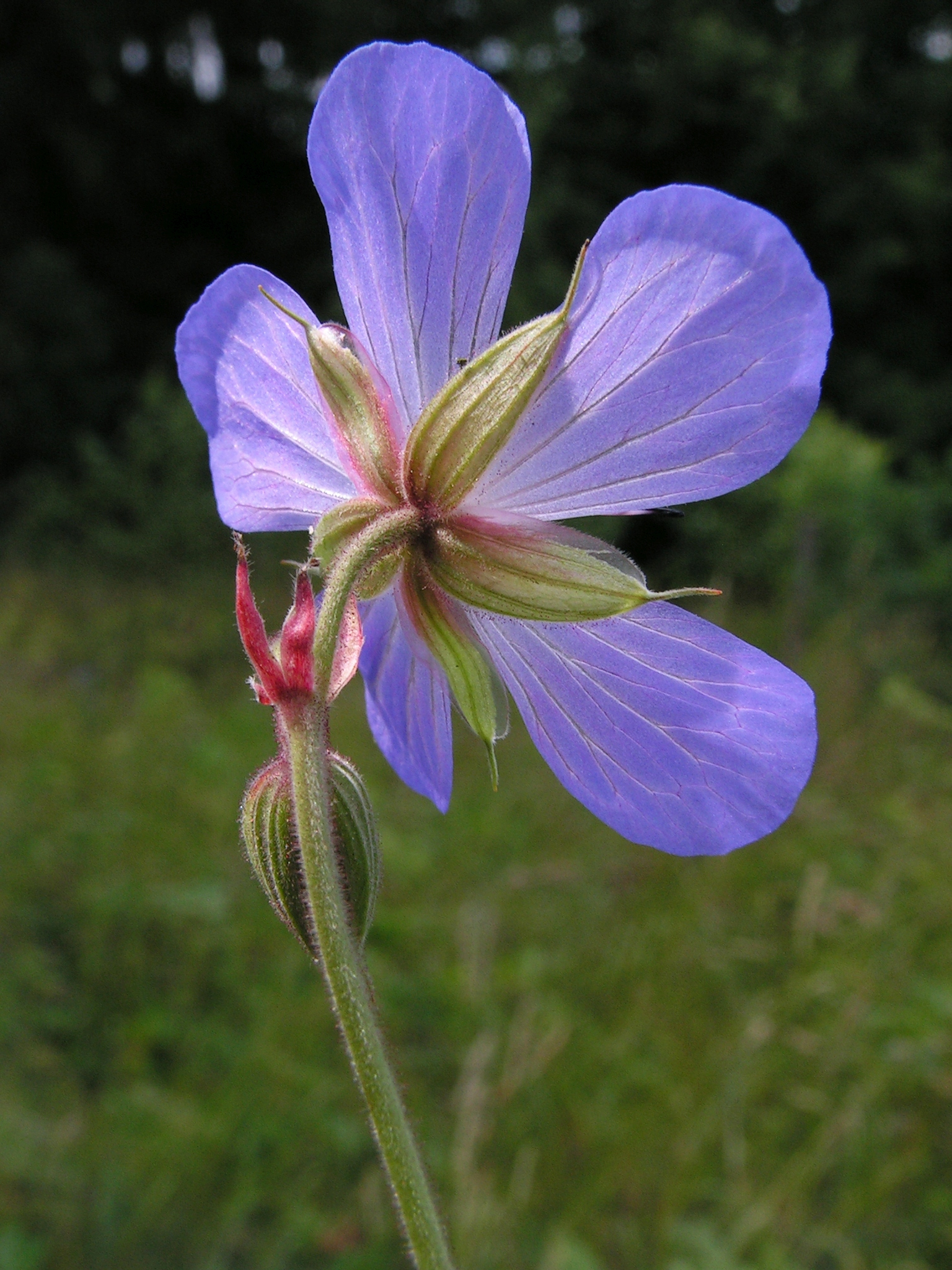
Volný pětičetný kalich kakostu lučního
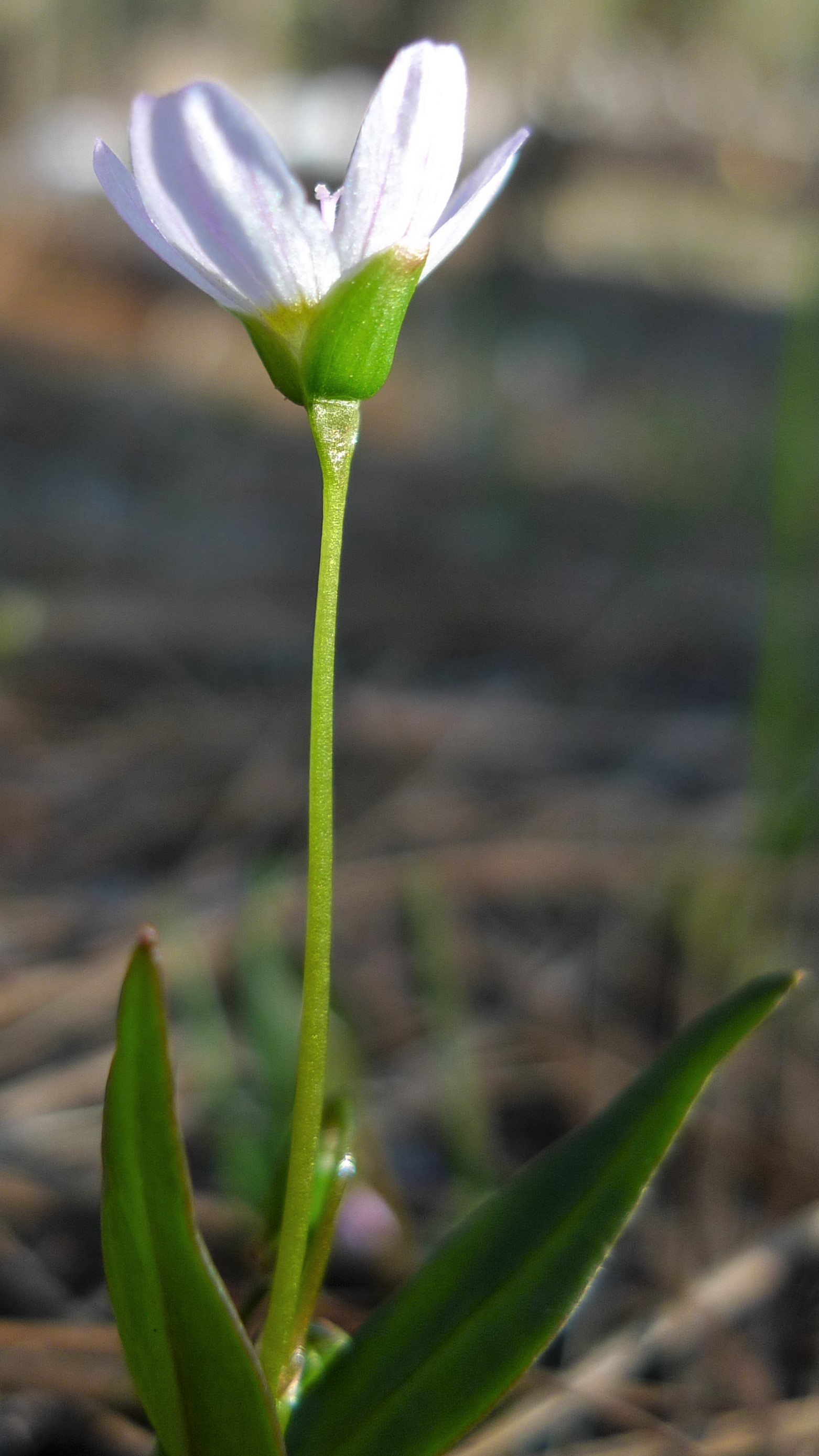
Dvoučetný volný kalich batolky Claytonia lanceolata
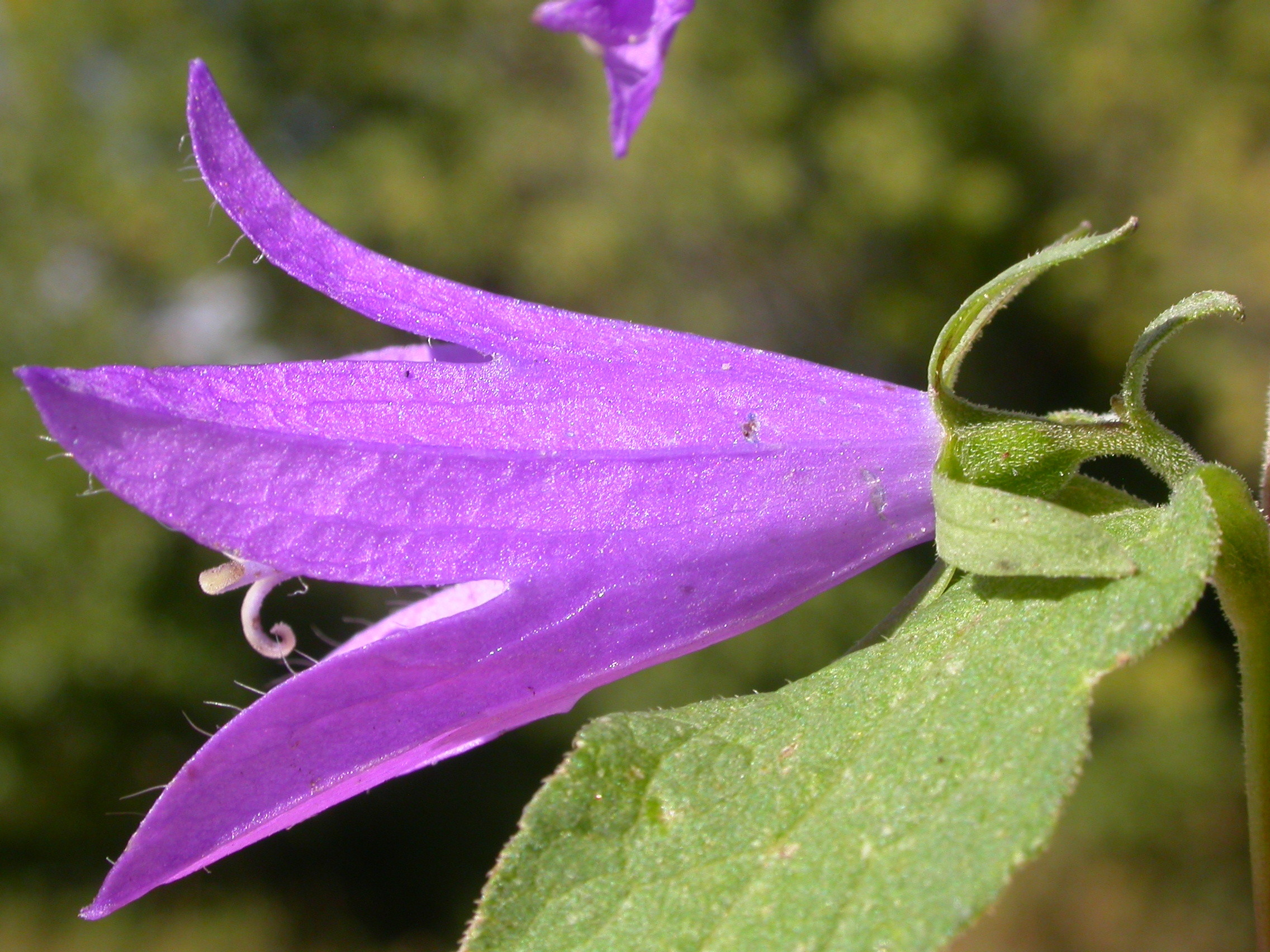
Květ zvonku řepkovitého. Spodní srostlá část kalicha je součástí češule, cípy jsou volné
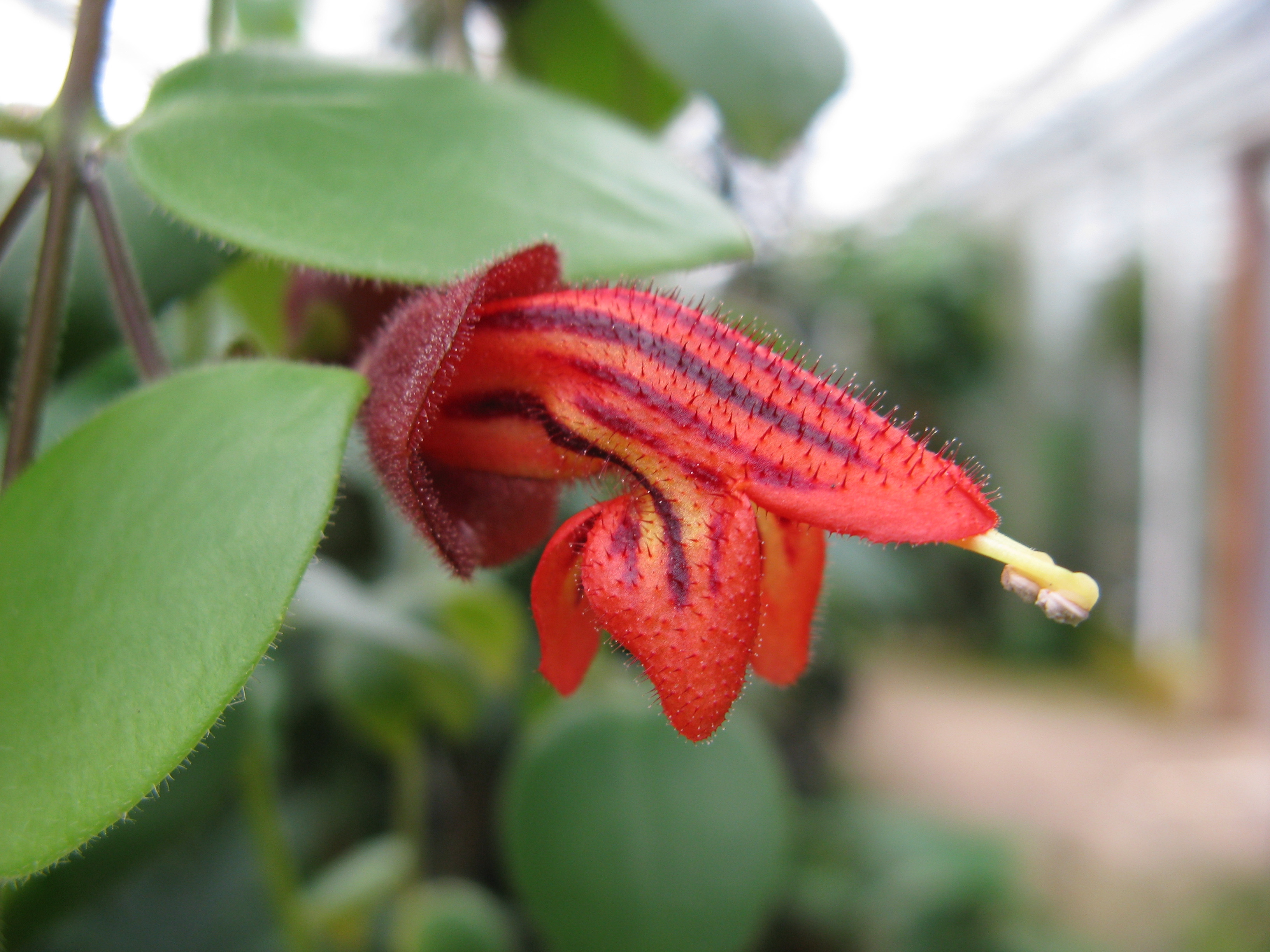
Srostlý miskovitý kalich Aeschynanthus tricolor

## Anatomie, původ a ontogeneze kalicha
Kališní lístky se v průběhu vývoje krytosemenných rostlin pravděpodobně zformovaly z listenů, jsou tedy listového původu. Svědčí o tom zejména anatomie jejich vaskularizace (cévního zásobení), které je v uzlinách třístopové, a také přítomnost palistů a průduchů v pokožce. Na rozdíl od listů a listenů nejsou v jejich paždí nikdy vyvinuty pupeny. Podle moderních anatomických výzkumů jsou kališní lístky homologní s korunou (s výjimkou nemnohých rostlin, u nichž je koruna odvozena od tyčinek), mají tedy shodný vývojový původ. Od korunních lístků se v ontogenezi odlišují spirálně zahajovaným a poměrně rychlým růstem, širokou bází a špičatým zakončením. Jednoznačné odlišení kalicha od koruny však není vždy možné, a to zejména u květů, u nichž byl jeden kruh okvětí v průběhu evoluce ztracen.

## Funkce a proměny kalicha
Hlavní a primární funkcí kalicha je ochrana vnitřních, generativních částí květu, a to jak v poupěti, tak do jisté míry i po rozvinutí květu. Na vnějším povrchu bývá kalich nezřídka chlupatý, štětinatý, žláznatý nebo i ostnitý. U části rostlin kalich záhy po odkvětu opadává, častěji je však vytrvalý a jeho pozůstatky se zachovávají i za plodu. Pokud opadává již v průběhu kvetení, označuje se jako kalich prchavý, který je charakteristický např. pro makovité. U sluncovky je kalich kápovitý a opadává jako celek při rozvíjení květu. Také u některých blahovičníků a korymbií puká kalich při rozvíjení květu kruhovitým švem a oddělená část, známá jako operculum neboli víčko, vcelku opadává.

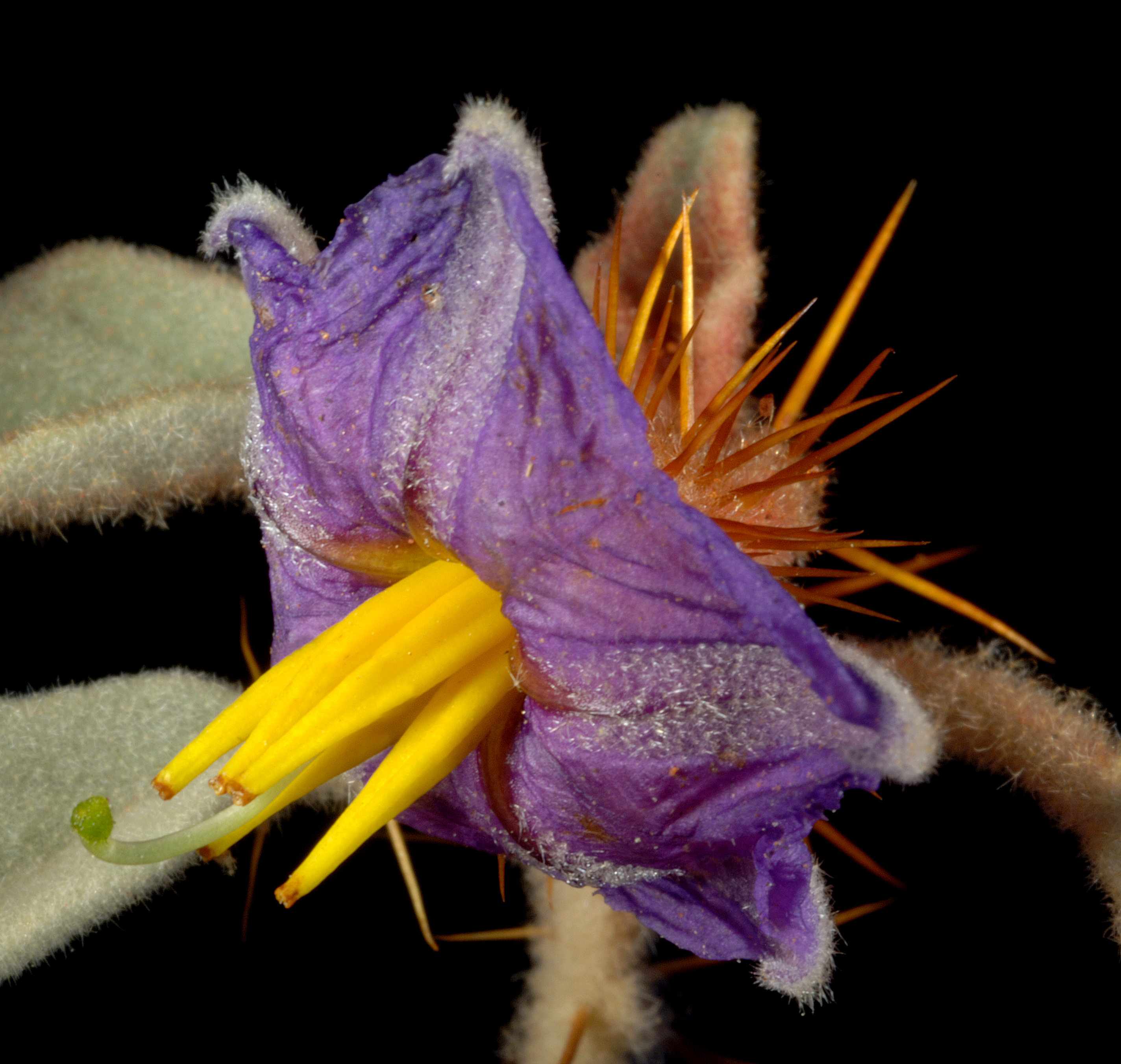
Silně ostnitý kalich lilku Solanum gilesii
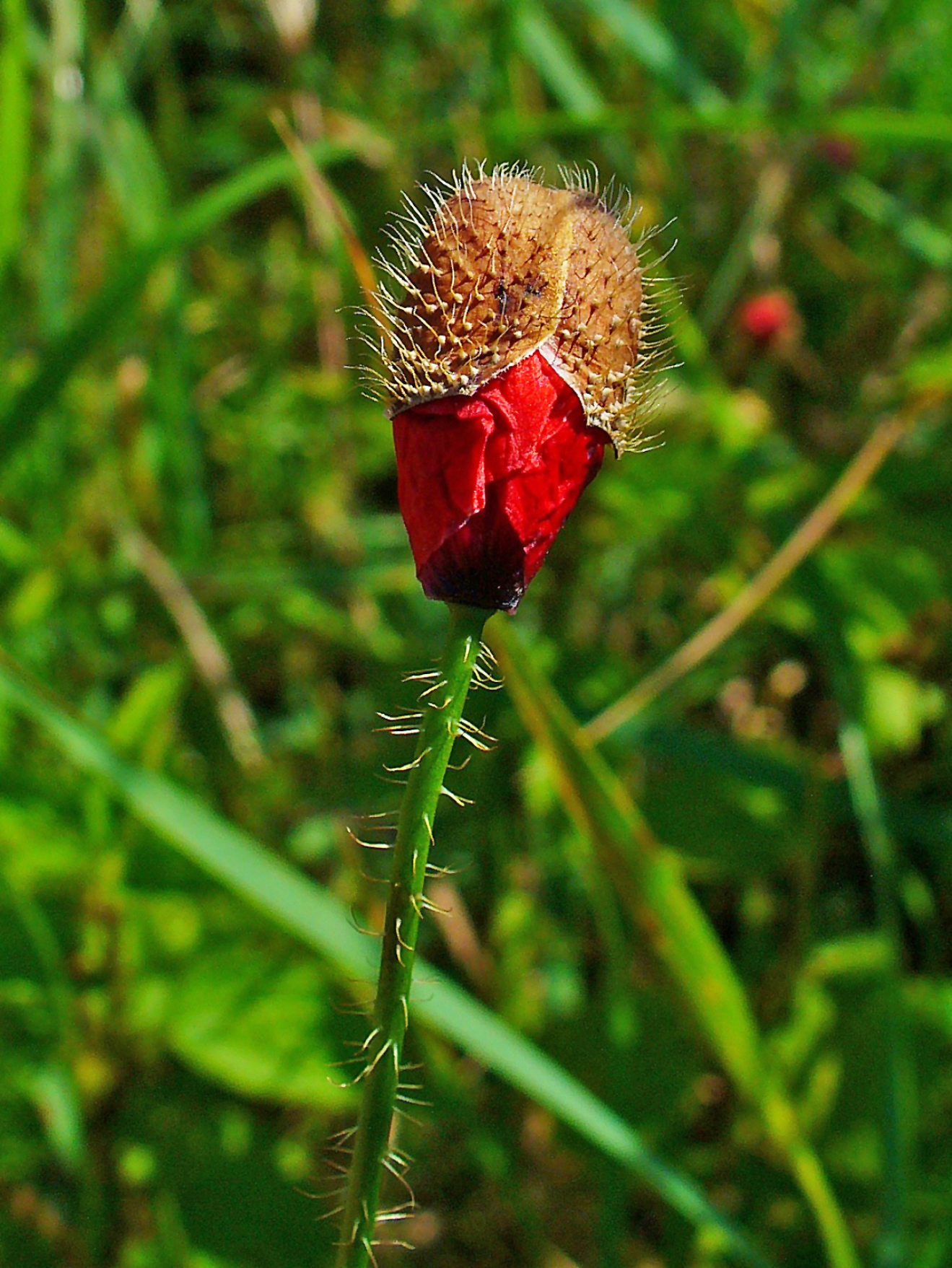
Prchavý kalich máku vlčího, opadávající ještě před rozvinutím květu
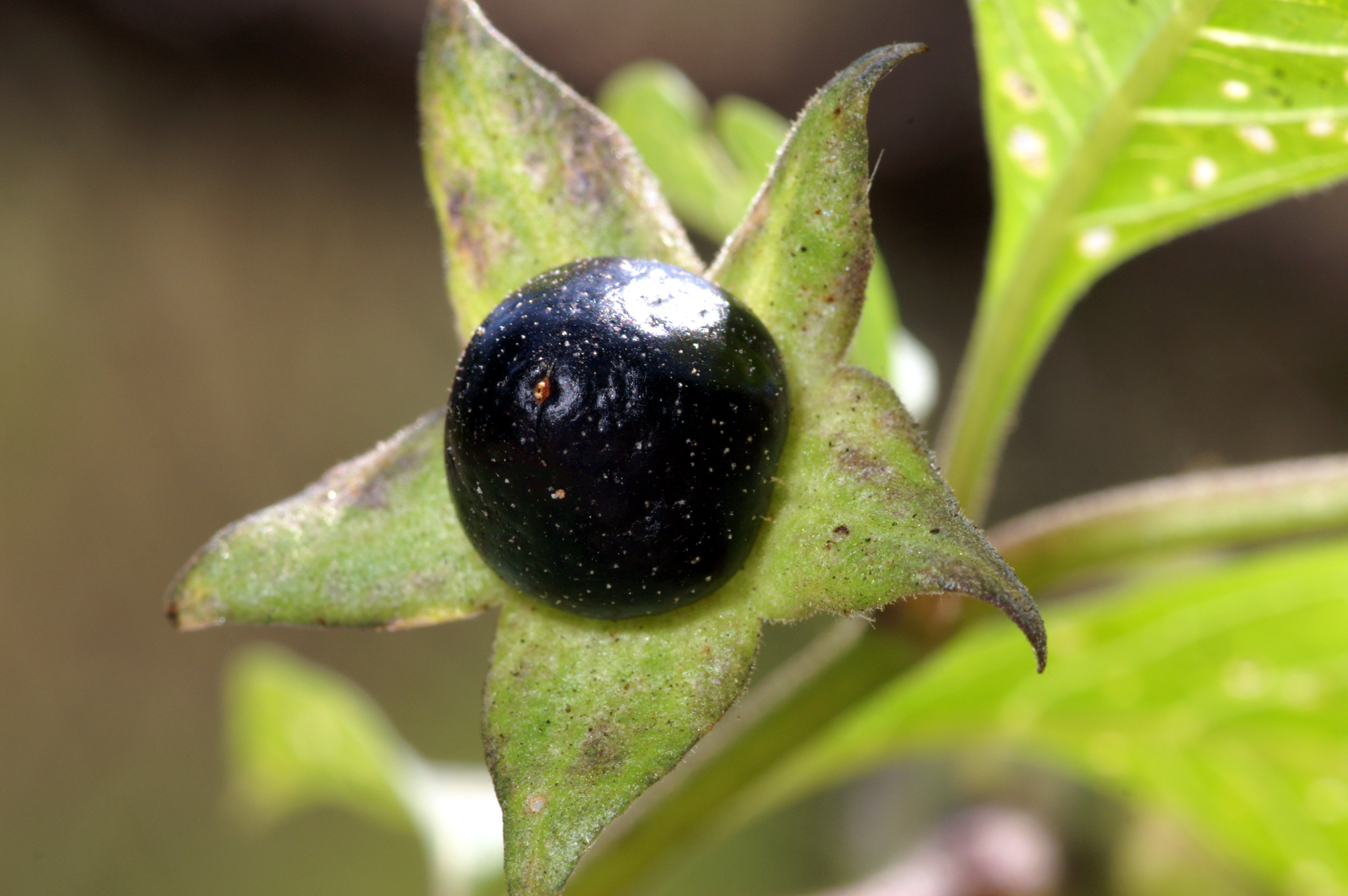
Vytrvalý pětičetný kalich, podepírající zralou bobuli rulíku zlomocného
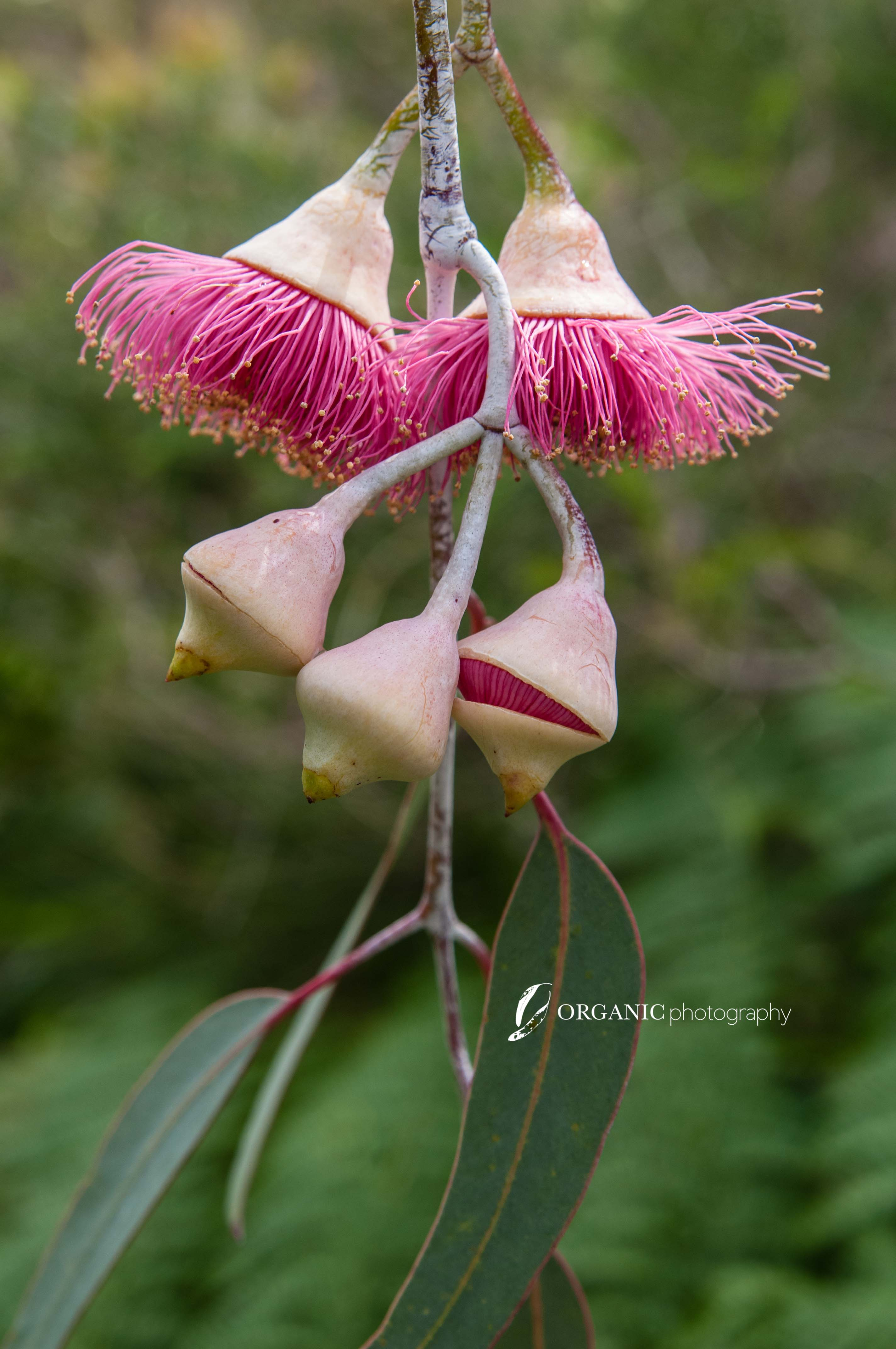
Květy blahovičníku Eucalyptus caesia, otevírající se víčkem

### Nahrazení koruny

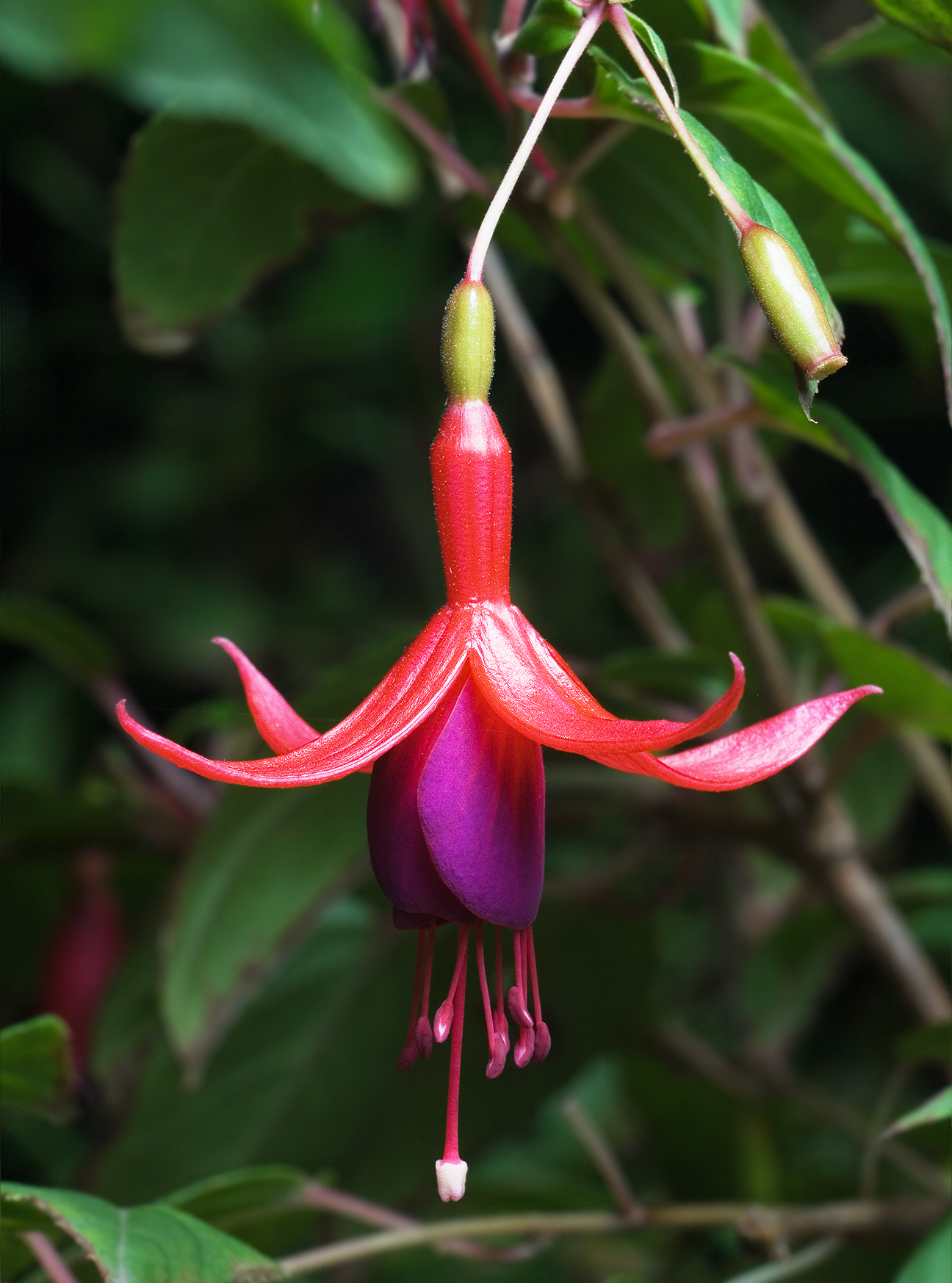
Korunovitě zbarvený (petaloidní) kalich fuchsie magelanské, doplňující sytě purpurovou korunu

Kalich je sice většinou zelený a málo nápadný, u řady rostlin však doplňuje nebo i nahrazuje korunu při lákání opylovačů a pak je často zvětšený a nápadně zbarvený. U některých rostlin, například fuchsie, zůstává i koruna zcela zachována, u jiných je částečně nebo zcela nahrazena korunovitým kalichem. Příkladem takových bezkorunných květů může být např. podražec, talovín a lýkovec. U některých rodů čeledi pryskyřníkovité (černucha, čemeřice) zůstává sice koruna zachována, je však silně redukována do podoby drobných nektárií ve střední části květu. U některých květů se složitější stavbou je část kališních lístků korunovitá a barevná, zatímco část zůstává zelená. To je například případ vítodu, u nějž postranní, zvětšené kališní lístky tvoří barevná křídla květu, zatímco zbývající 3 kališní lístky jsou nezvětšené a zelené. Rovněž u rodu netýkavka je spodní kališní lístek silně zvětšený, petaloidní a zpravidla opatřený nápadnou ostruhou.

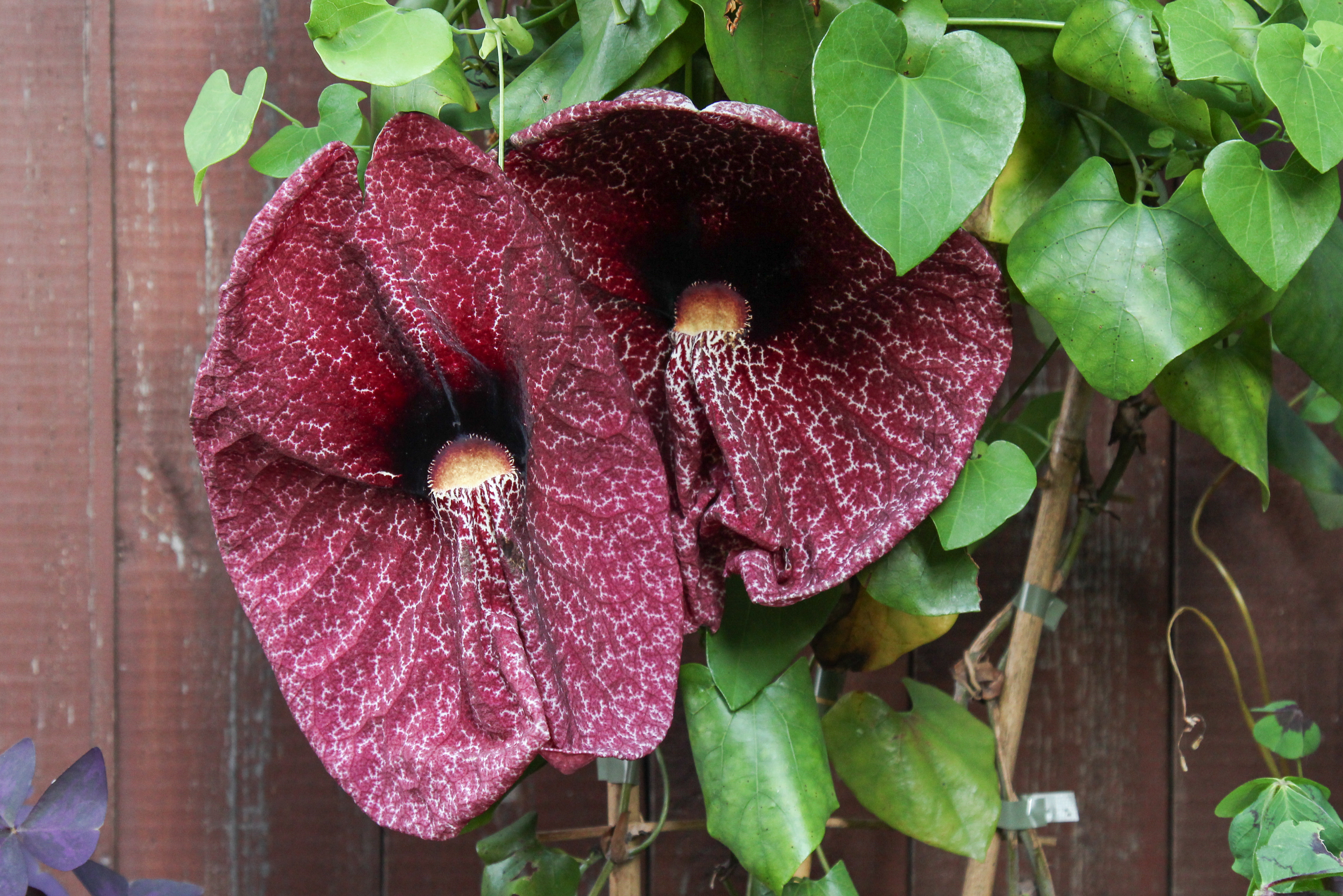
Květy podražce velkokvětého s kalichem zcela nahrazujícím korunu
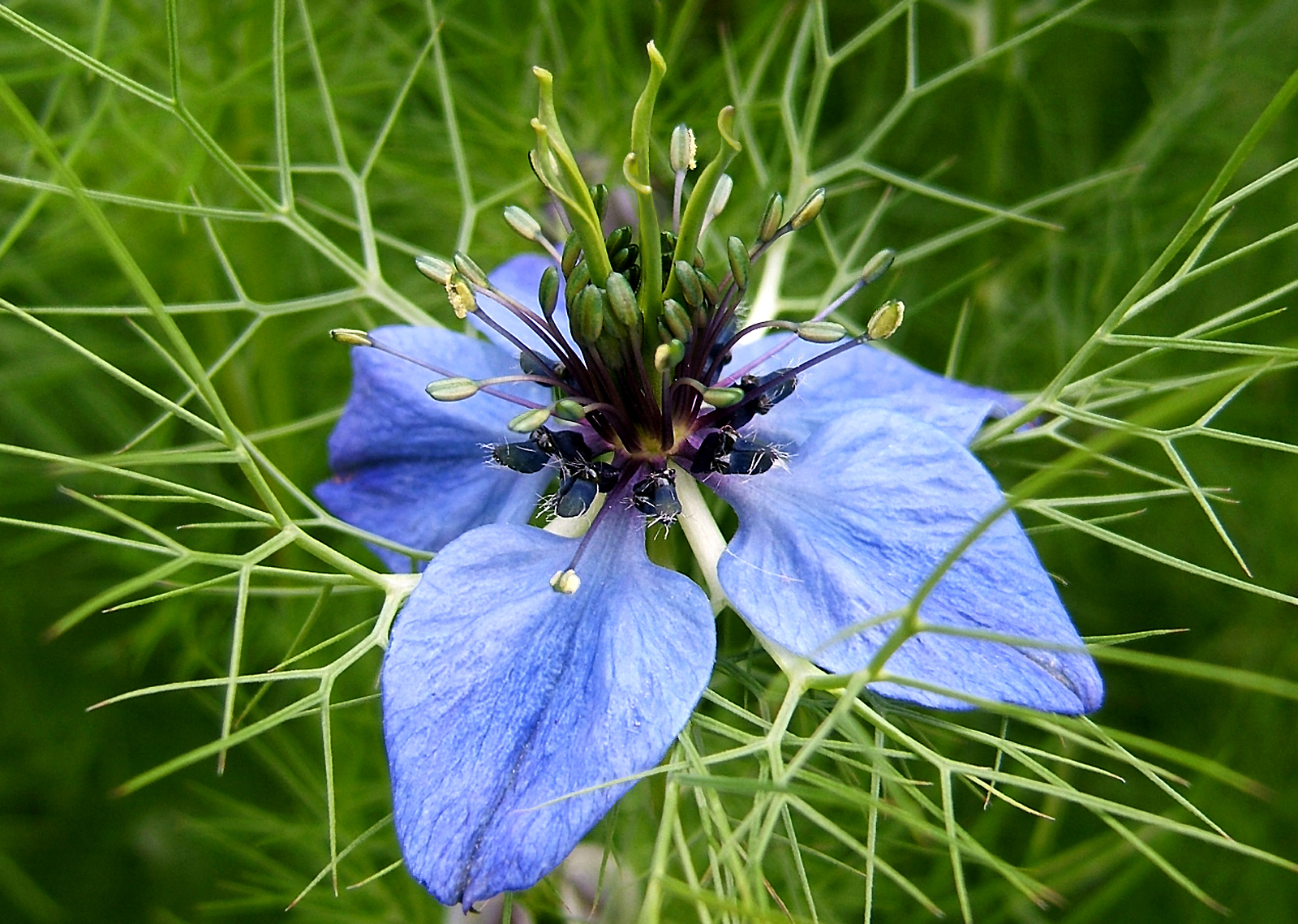
Světle modré okvětí černuchy damašské je petaloidní kalich, zatímco koruna je přeměněná v drobná, tmavě zbarvená nektária ve střední části květu
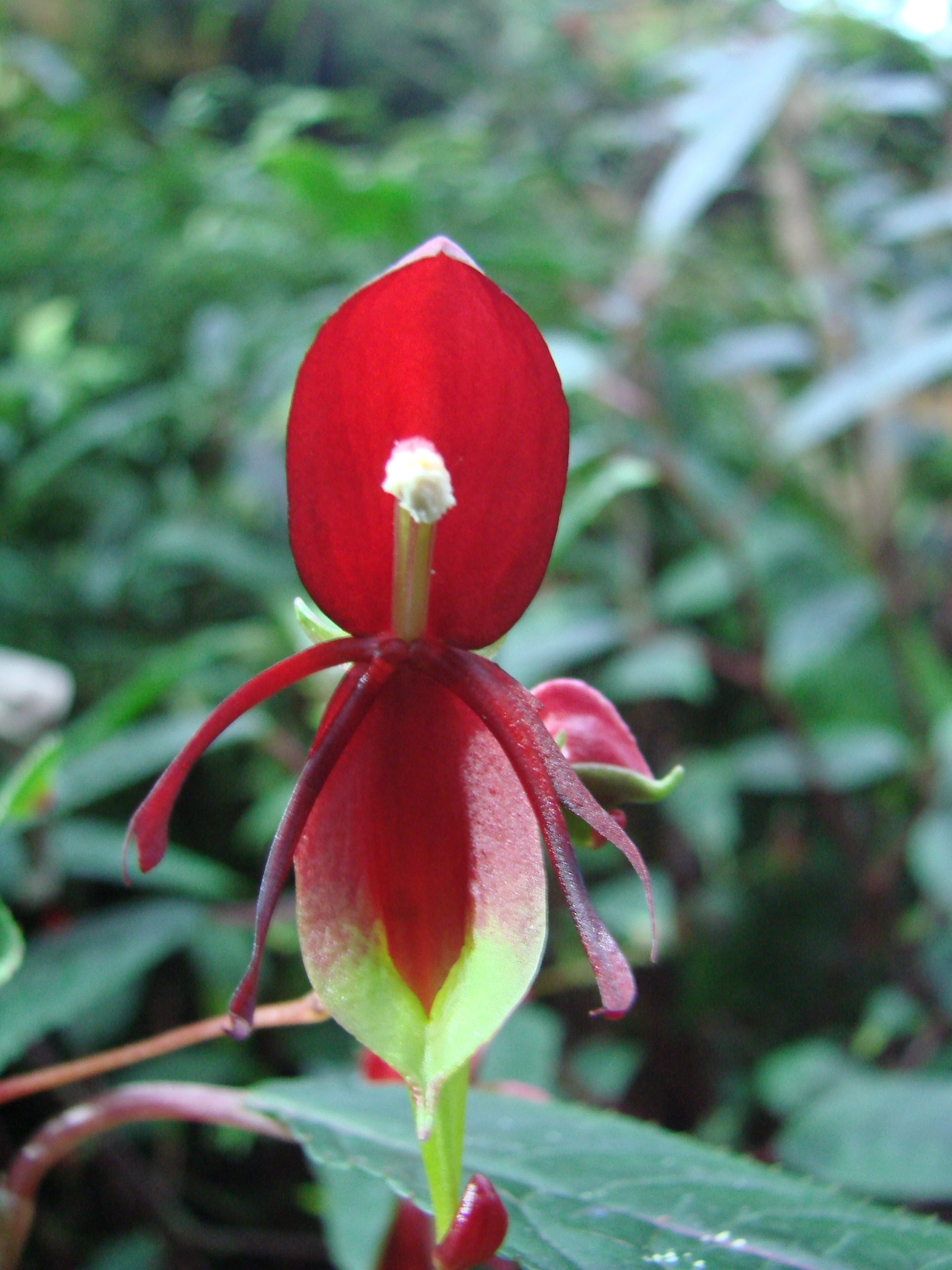
Květ netýkavky Impatiens hians. Spodní červeno-žlutý okvětní lístek s ostruhou náleží ke kalichu, pět červených lístků ke koruně
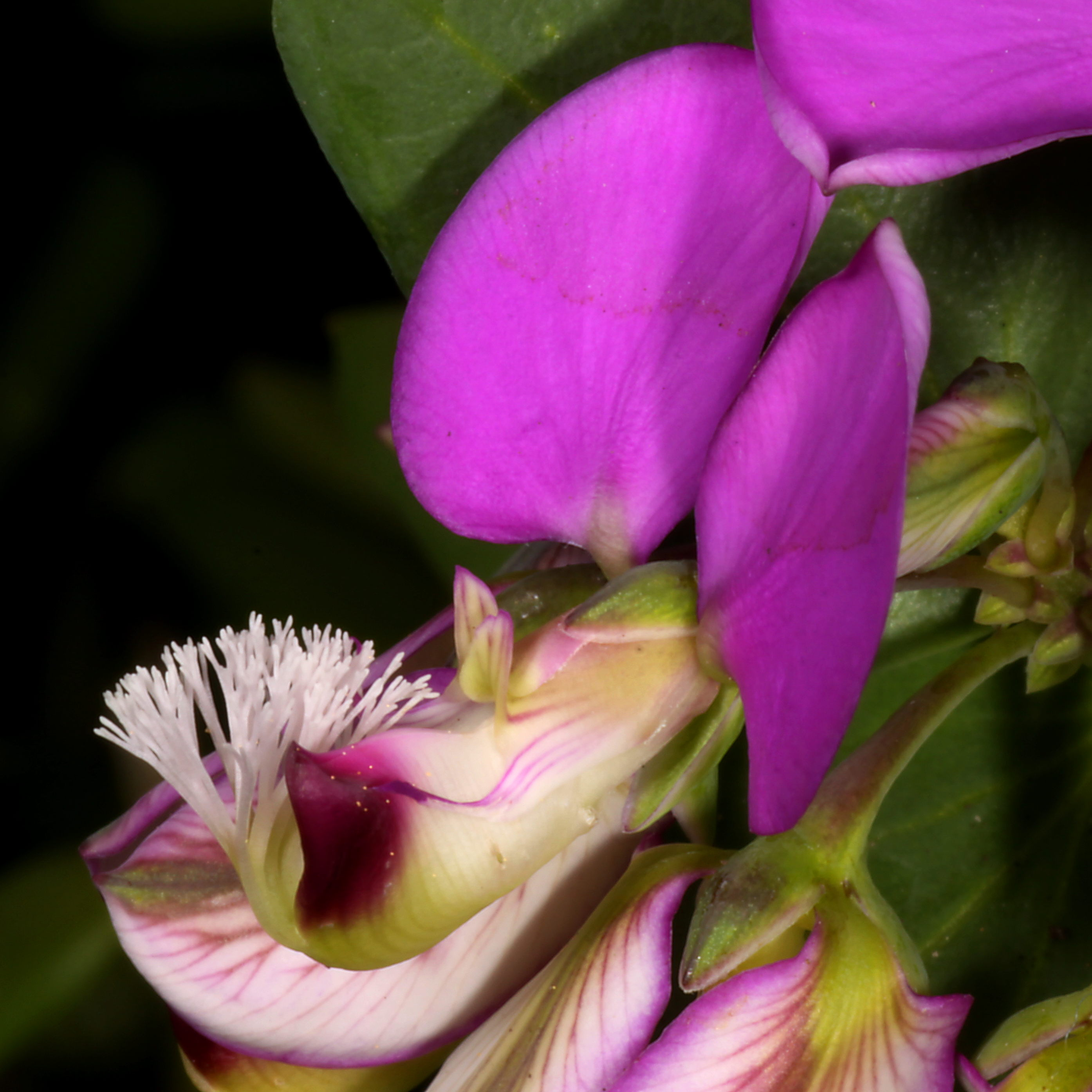
Vítod Polygala fruticosa. Postranní sytě růžové lístky jsou součástí kalicha

### Podíl na šíření semen
Vytrvalý kalich se u řady rostlin po opylení květu zvětšuje. Poměrně často se přeměňuje v různě utvářená křídla, která zajišťují šíření semen větrem. Zvětšením kališních lístků se formují např. robustní křídla oříšků tropických stromů z čeledi dvojkřídláčovité (Dipterocarpaceae) a také rodu gyrokarpus z čeledi stukačovité. Nápadně zvětšený kalich podepírající plod je charakteristický i pro zástupce tropické čeledi olaxovité (Olacaceae). U četných zástupců čeledi hvězdnicovité se droboučký kalich jednotlivých květů, skládajících úbor, přeměňuje za plodu v létací zařízení - chmýr. Dužnatějící kalich se spolu s dalšími částmi květu (koruna, češule) může podílet i na stavbě tzv. složených (nepravých) plodů, mezi něž patří např. pseudopeckovice ořešáku a ořechovce nebo dužnaté plody hroznatce (Coccoloba) z čeledi rdesnovité. Nápadně zvětšený, nafouklý kalich má mochyně, withanie a některé další rody z čeledi lilkovité. Červeně zbarvený nafouklý kalich mochyně židovské slouží k přilákání plodožravých živočichů k šíření semen.

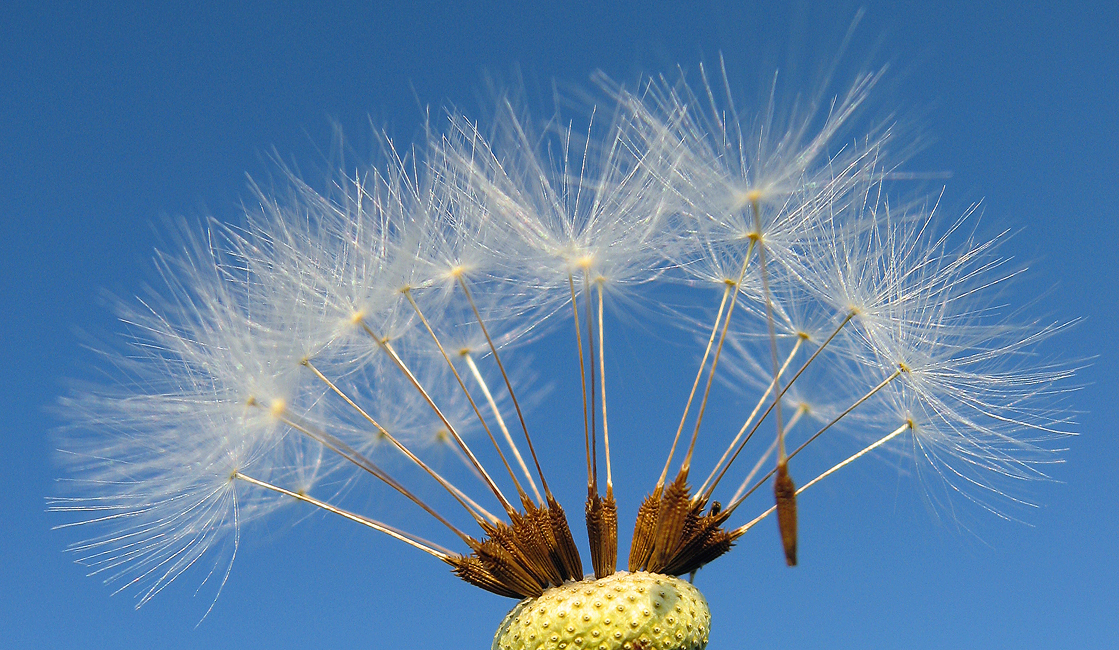
Chmýr pampelišky se formuje z kalicha
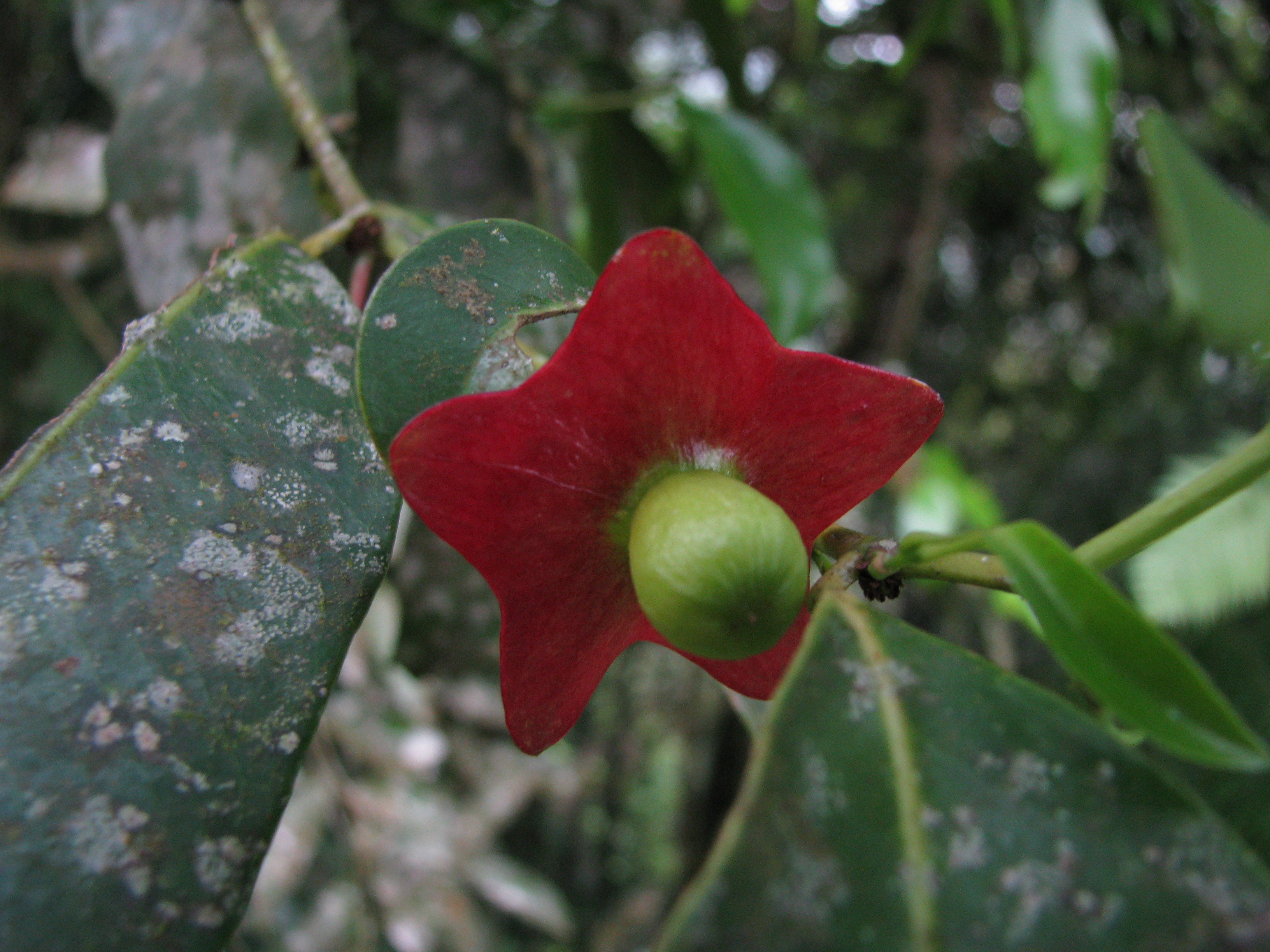
Zvětšený a nápadně zbarvený kalich Heisteria silvianii z čeledi olaxovité
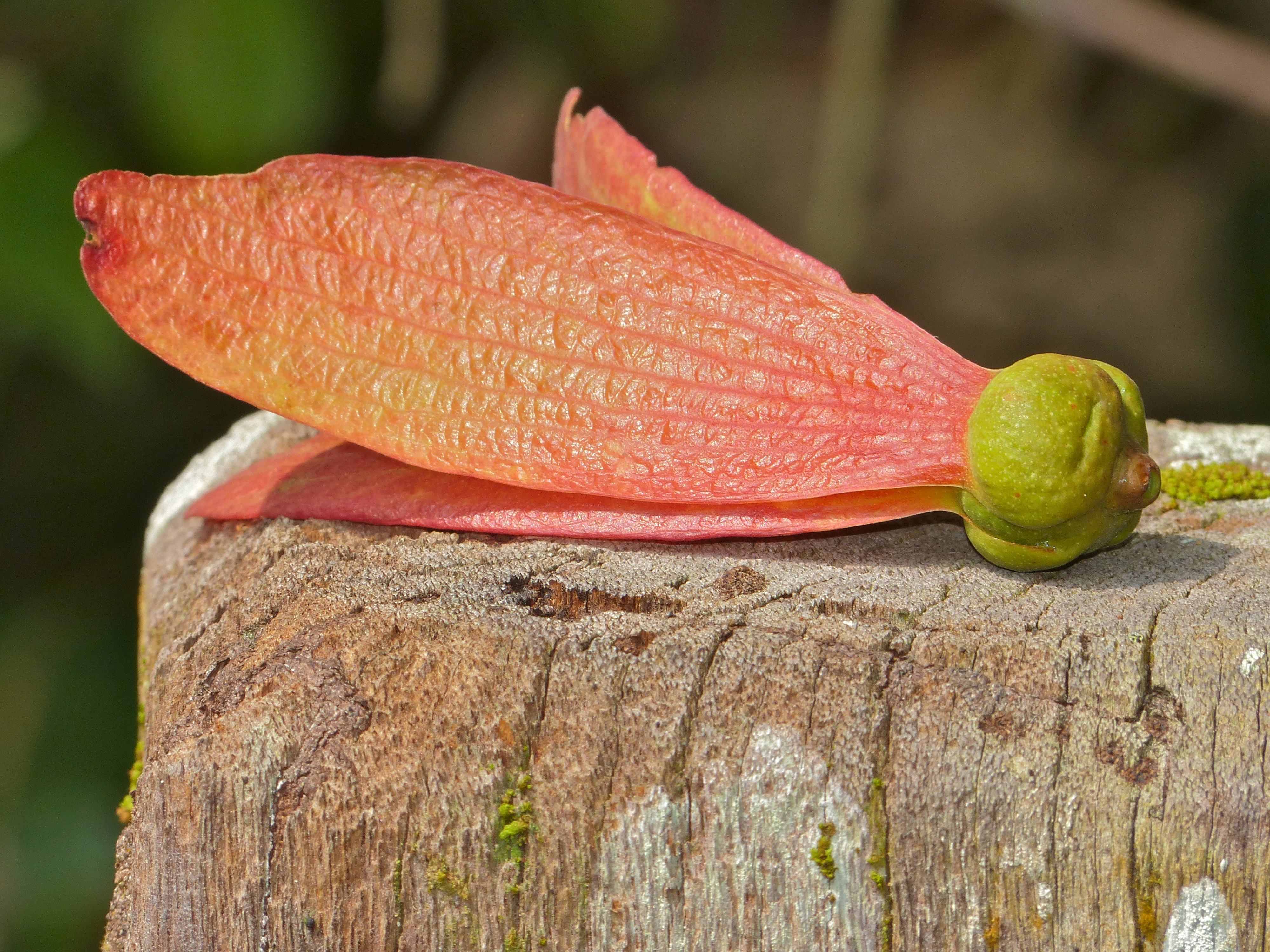
Plod shorey z čeledi dvojkřídláčovité s křídly zformovanými z vytrvalého kalicha
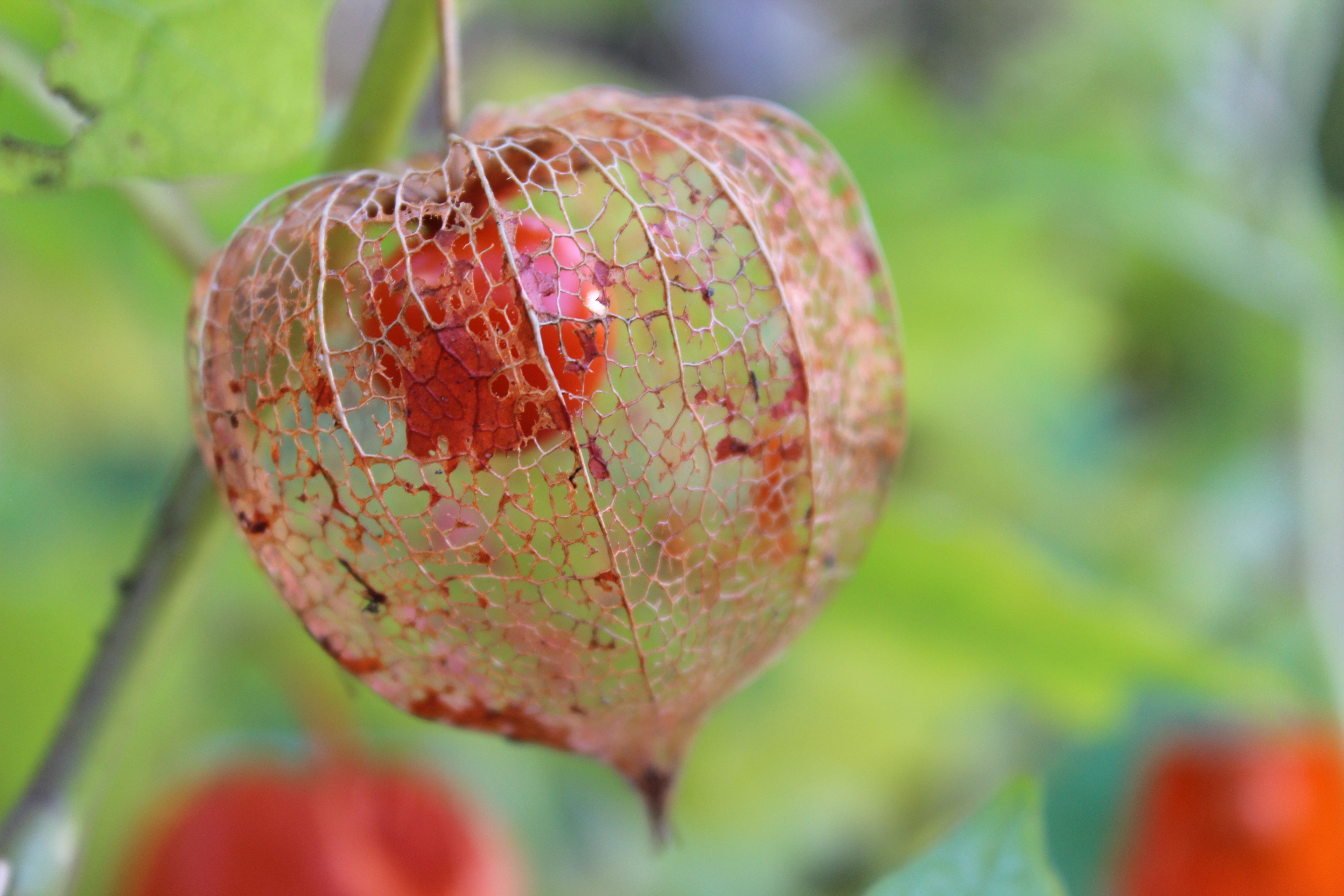
Zvětšený kalich mochyně ukrývající zralou bobuli

### Redukce kalicha
U řady větrosprašných rostlin je okvětí včetně kalicha silně redukované nebo i chybí. Kalich bývá redukovaný také u hmyzosprašných rostlin s kompaktními květenstvími, kde jeho funkci zastávají listeny pod květenstvím. Příkladem mohou být např. hvězdnicovité, některé zimolezovité nebo árónovité. Kalich zcela vymizel u santálovitých, kde zůstává zachován pouze 1 kruh korunních lístků, který plní jak funkci ochrany poupěte, tak i funkci lákání opylovačů.

## Struktury podobné kalichu
Kališní lístky bývají někdy těžko odlišitelné od listenů na bázi květu. U slézovitých a některých růžovitých (např. jahodník, kontryhel) se z listenů zformovala struktura, doplňující vlastní kalich a známá jako kalíšek. Někdy listeny pod květem srůstají v miskovitý útvar. U hvězdnicovitých (a některých dalších skupin rostlin s kompaktními květenstvími, funkčně nahrazujícími jednotlivé květy), je na bázi úboru z listenů zformován tzv. zákrov, který nahrazuje kalich a může jej připomínat.

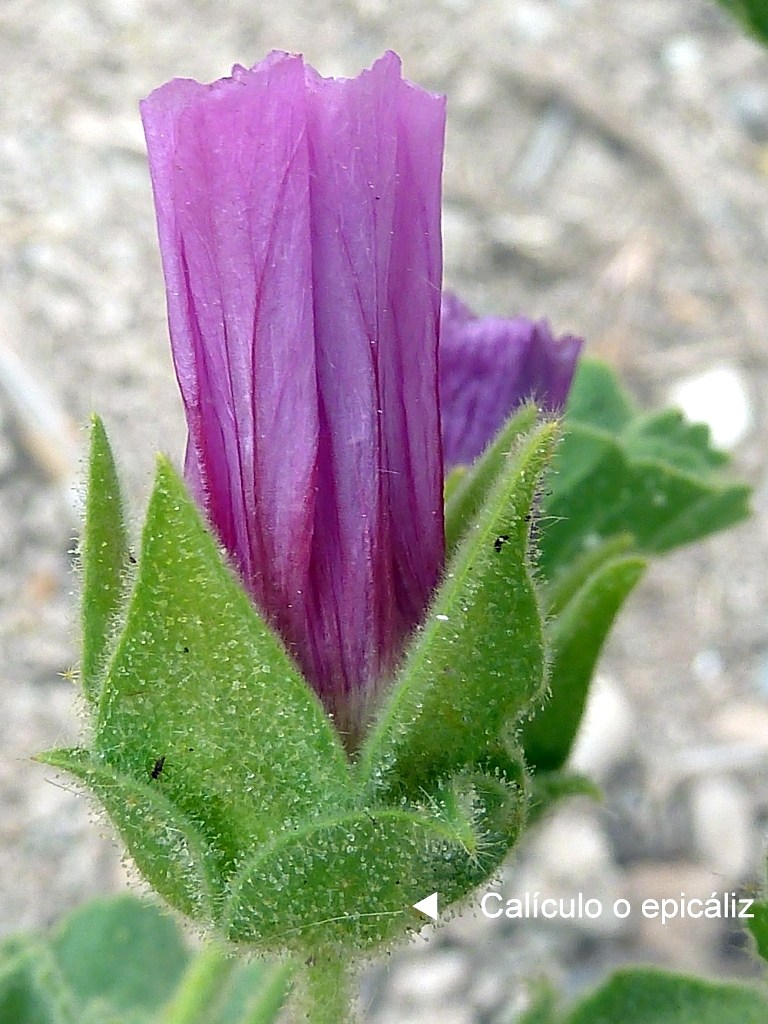
Pětičetný kalich slézovce Lavatera triloba, doplněný ve spodní části 3 listenci kalíšku
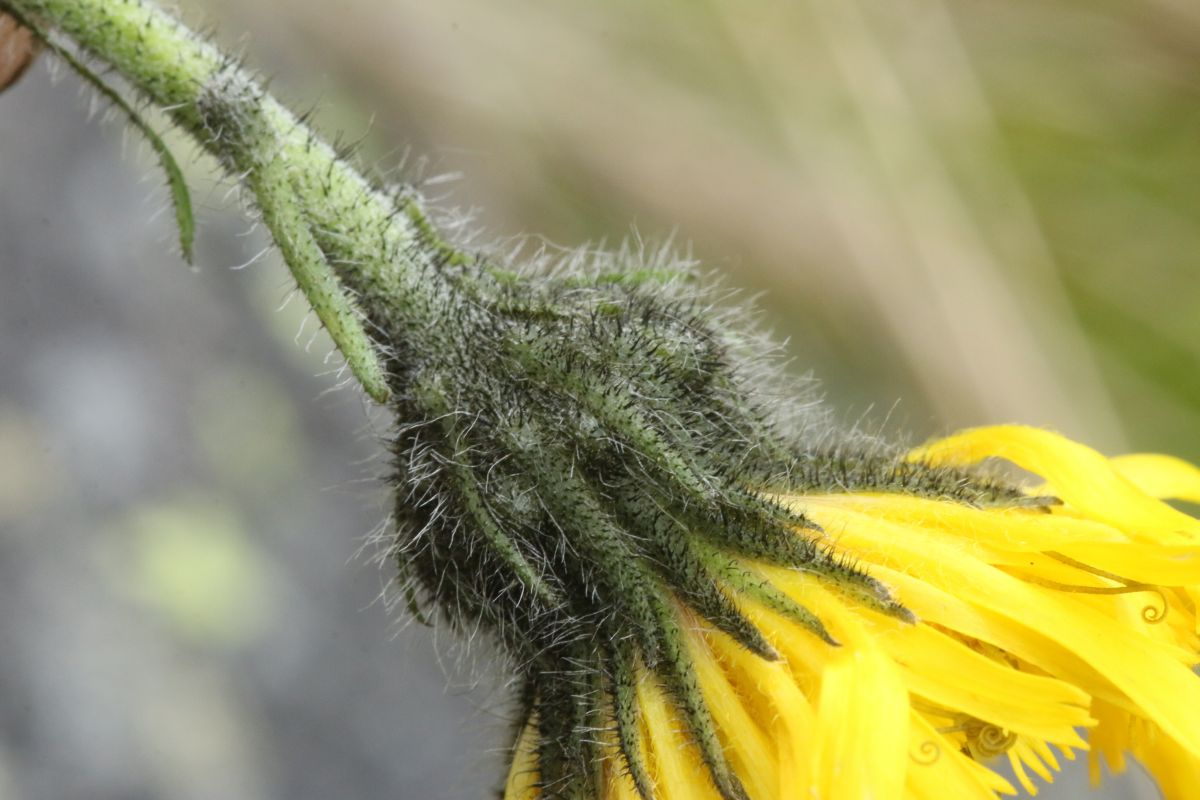
Zákrov na bázi úboru jestřábníku klamného

## Květní vzorce a diagramy
V květních vzorcích se kalich označuje písmenem K. V květních diagramech se zpravidla vyznačuje šrafovanými obloučky.